# 岩川武久
岩川 武久（いわかわ たけひさ、1972年7月22日 -）は鹿児島県出身の日本の柔道家。現役時代は71kg級の選手。身長165cm。

## 人物
鹿屋第一中学から都城商業高校へ進むと、3年の時にはインターハイの軽中量級で優勝を飾った。
1991年に東海大学へ進学すると、1年の時に新人体重別71kg級で3位になった。ブルガリア国際ではシニアの国際大会で初優勝を飾った。2年の時には世界ジュニアの決勝でオーストリアのパトリック・ライターに敗れるも2位となった。4年の時には正力杯で2位にとどまるが、講道館杯では決勝で警視庁の阿武貴宏を破って優勝を成し遂げた。さらには、フランス国際でも優勝を飾った。
1995年にはフジ&トライオーシャンの所属となった。1996年の体重別では初戦で、大学の1年後輩である旭化成の中村兼三とアトランタオリンピック代表争いを演じていた世界チャンピオンであるJRAの秀島大介を判定ながらも破る援護射撃を果たした。決勝はケガで棄権して中村が優勝することになった。1997年には上組に所属が変わると、体重別では決勝で中村を破って優勝した。アジア選手権では3位だった。1998年のドイツ国際73kg級で3位になるが、体重別では決勝で中村に敗れて2位だった。1999年には東海大学の職員となると、環太平洋柔道選手権大会で優勝した。2001年には松前柔道クラブの所属で実業個人選手権において3位に入った。引退後は東海大仰星高の柔道部監督に就任した。

## 主な戦績
71kg級での戦績
- 1990年 -　インターハイ 軽中量級　優勝
- 1991年 -　新人体重別　3位
- 1992年 -　ブルガリア国際　優勝
- 1992年 -　世界ジュニア　2位
- 1994年 -　正力杯 2位
- 1994年 -　講道館杯　優勝
- 1995年 -　フランス国際　優勝
- 1996年 -　体重別　2位
- 1997年 -　体重別　優勝
- 1997年 -　アジア選手権　3位

73kg級での戦績
- 1998年 - ドイツ国際　3位
- 1998年 -　体重別　2位
- 1999年 -　体重別　3位
- 1999年 -　環太平洋柔道選手権大会　優勝
- 2001年 -　実業個人選手権 3位

(出典、JudoInside.com)。